# Francesco Lollobrigida

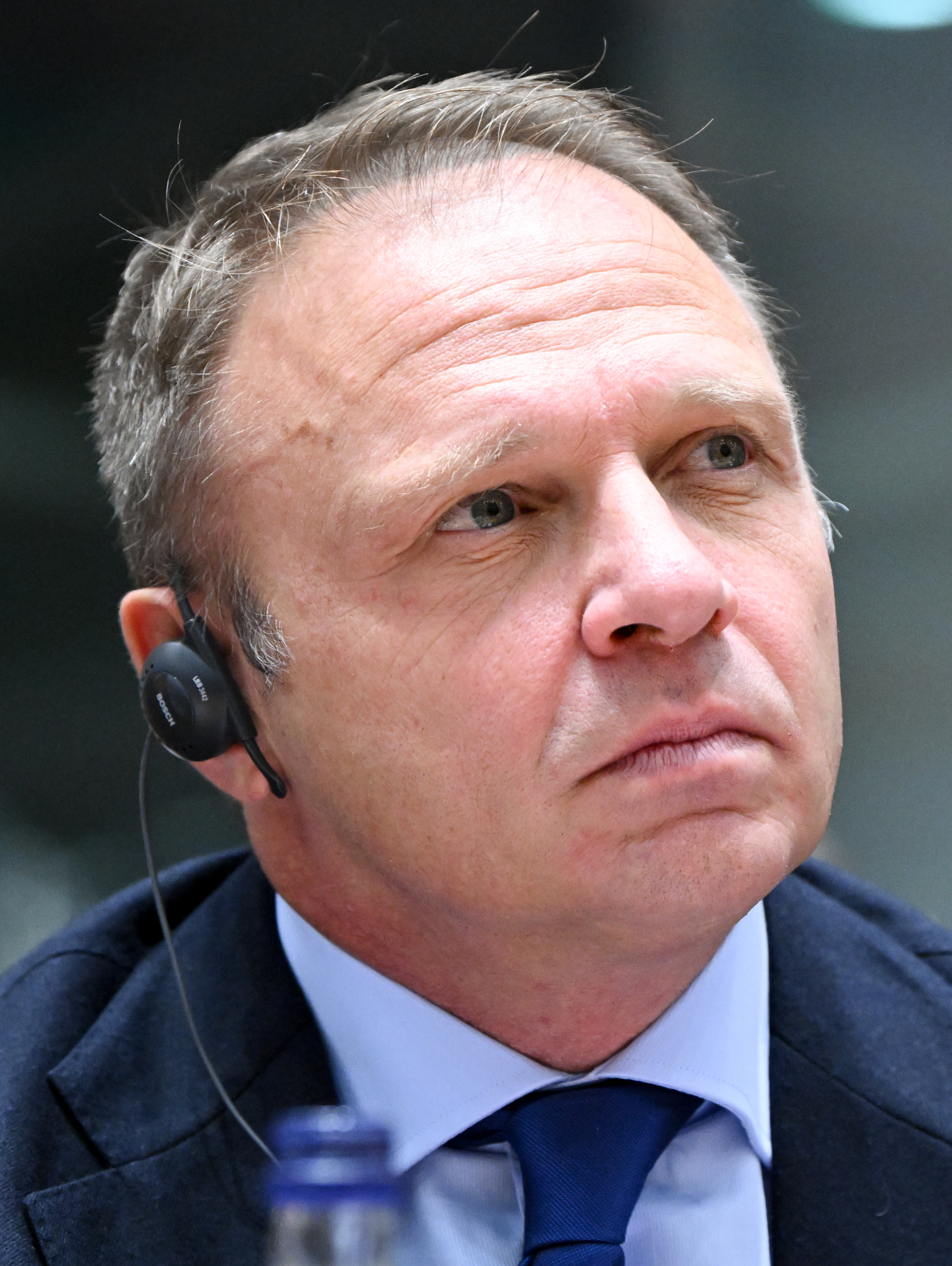
Francesco Lollobrigida (2023)

Francesco Lollobrigida (* 21. März 1972 in Tivoli) ist ein italienischer Anwalt und Politiker. Seit Oktober 2022 ist er Minister für Landwirtschaft und Ernährungssouveränität seines Landes im Kabinett Meloni.

## Werdegang
Der Großneffe der Schauspielerin Gina Lollobrigida studierte Jura in Rom. Seine ersten politischen Erfahrungen sammelte er in der Jugendorganisation des neofaschistischen Movimento Sociale Italiano (MSI), dem Fronte della Gioventù. Bis 1995 leitete er die Jugendorganisation des MSI in der Provinz Rom.
Von 1997 bis 1999 war er landesweiter Koordinator der Schülerorganisation von Alleanza Nazionale (AN), Azione studentesca. Politische Karriere machte er in der Kommunal- und Landespolitik der Region Latium. Von 1996 bis 2000 saß er im Gemeinderat von Subiaco, von 1998 bis 2003 im Provinzrat der Provinz Rom und von 2005 bis 2006 war Lollobrigida Assessor für Sport, Kultur und Tourismus in der Gemeinde Ardea.
2005 kandidierte er vergeblich bei den Regionalratswahlen in der Region Latium. Im Jahr darauf zog er als Nachrücker für den bei den Parlamentswahlen in den Senat gewählten Parteikollegen von AN, Andrea Augello, schließlich in den Regionalrat ein.  Von 2008 bis 2010 war er Präsident von Alleanza Nazionale in der Provinz Rom und nach der Auflösung der Partei bekleidete er das gleiche Amt für die Sammelpartei Il Popolo della Libertà (PdL) bis 2012. Nach dem PdL-Sieg bei den Regionalratswahlen 2010 wurde er von der Regionalratspräsidentin Renata Polverini zum Assessor für Mobilität und Transport der Region Latium ernannt. Als Assessor nahm er im August 2012 an der Einweihung des umstrittenen Mausoleums von Rodolfo Graziani in Affile teil. Offen bekundete er gegenüber Journalisten seine Sympathien für Graziani, faschistischer General und Kriegsminister der faschistischen Italienischen Sozialrepublik unter Mussolini sowie verurteilter Kriegsverbrecher, den er als „Anhaltspunkt“ bezeichnete.
Nach der Gründung der Partei Fratelli d’Italia (FdI) durch Giorgia Meloni, Ignazio La Russa und Guido Crosetto 2012 gehörte er zu den Ersten, die der neuen Partei beitraten. 2013 wurde er mit Führungsaufgaben in der Parteispitze betraut und ihm die Parteiorganisation auf Landesebene anvertraut. Bei den Parlamentswahlen 2018 kandidierte er erfolgreich für FdI im Wahlkreis Lazio 2 und zog als Abgeordneter erstmals in das Italienische Parlament ein. In der anschließenden XVIII. Legislaturperiode war er Fraktionsvorsitzender von FdI in der Abgeordnetenkammer.
Bei den Parlamentswahlen 2022 konnte er seinen Sitz in der Abgeordnetenkammer verteidigen.  Am 21. Oktober 2022 schlug ihn die designierte Premierministerin Giorgia Meloni als neuen Landwirtschaftsminister vor. Am Tag darauf wurde Francesco Lollobrigida von Staatspräsident Sergio Mattarella als Minister des umbenannten Ministeriums für Landwirtschaft und Ernährungssouveränität vereidigt.
Unter ihm als Landwirtschaftsminister wurde im November 2023 die Herstellung und der Verkauf von sogenanntem Laborfleisch verboten. Kritiker befürchten, dass dies dem Tierwohl und Klima schaden könnte.
Im Jahr 2024 initiierte er eine Klage gegen die kritische Philosophin Donatella Di Cesare, nachdem diese ihm vorgeworfen hatte, sich öffentlich „wie ein Gauleiter, wie ein neo-hitlerianischer Statthalter“ auszudrücken.

## Sonstiges
Francesco Lollobrigida ist mit Arianna, der Schwester Melonis, verheiratet und Vater von zwei Töchtern.